# Anemia pyrenaea
Anemia pyrenaea là một loài dương xỉ trong họ Schizaeaceae. Loài này được Taub. mô tả khoa học đầu tiên năm 1895.